# Bo Larsson (arkitekt)
Lars Bo Gunnar Larsson, född 17 oktober 1923 i Nacka, död 12 september 2004 i Östersund, var en svensk arkitekt.
Larsson, som var son till lantbrukare Arvid Larsson och Ella Gustafsson, avlade studentexamen i Stockholm 1942 och utexaminerades från Kungliga Tekniska högskolan 1955. Han anställdes vid Kooperativa förbundets arkitektkontor i Stockholm 1949, hos arkitekt Sture Frölén 1951, hos arkitekt Gösta Wiman 1953, blev biträdande stadsarkitekt i Östersund 1958, stadsplanearkitekt 1965 och var stadsarkitekt där från 1966. Han ritade bland annat inredning till Selleberga snabbköpsbutik tillsammans med Sune Flök (1950).